# Giuliano Cenci
Giuliano Cenci (* 10. August 1931 in Florenz; † 12. April 2018 ebenda) war ein italienischer Trickfilmzeichner.

## Leben
Cencis Hauptwerk ist der abendfüllende Zeichentrickfilm Un burattino di nome Pinocchio, mit dem er einen weltweiten Erfolg feiern konnte. Seit den Anfängen des Programms Carosello im Jahre 1957 dabei und als einer von dessen Erfindern geltend, war er Pionier verschiedenster Tricktechniken in seinem Heimatland. Bis in die 1980er Jahre wirkte Cenci als Animator für verschiedenste Sendungen des italienischen Fernsehens.

## Filmografie (Auswahl)
- 1971: Die Abenteuer des Burattino (Un burattino di nome Pinocchio)